# پناهگاه حیات‌وحش رما کلنگا
پناهگاه حیات‌وحش رما کلنگا (به لاتین: Rema-Kalenga Wildlife Sanctuary) یک منطقه حفاظت‌شده در بنگلادش است که در Habiganj District, Bangladesh واقع شده‌است.